# Milesina dieteliana
Milesina dieteliana är en svampart som först beskrevs av Syd. & P. Syd., och fick sitt nu gällande namn av Paul Wilhelm Magnus 1909. Milesina dieteliana ingår i släktet Milesina och familjen Pucciniastraceae.   Inga underarter finns listade i Catalogue of Life.